# Birklohe
Birklohe ist ein Ortsteil des bayerischen Marktes Waidhaus im Landkreis Neustadt an der Waldnaab im Regierungsbezirk Oberpfalz.

## Geographische Lage
Birklohe liegt etwa zwei Kilometer nordöstlich von Waidhaus und zwei Kilometer westlich der tschechischen Grenze am Südhang des Sulzberges.

## Geschichte
Birklohe wurde im Matrikel des Bistums Regensburg von 1838 nicht erwähnt.
Im Statistischen Handbuch Bayerns aus dem Jahr 1867 tauchte Birklohe (Schreibweise: Birkenlohe) mit 9 Einwohnern als zur Gemeinde Waidhaus gehörig auf. 1913 hatte Birklohe 2 Häuser und 13 Katholiken. Auf dem Gebiet der Pfarrei Waidhaus wohnten zu dieser Zeit 1653 Katholiken, 8 Protestanten und 16 Juden. 1990 lebten in Birklohe 8 Katholiken. Die Einwohner der Pfarrei Waidhaus waren zu dieser Zeit zu 95,39 % katholisch. Birklohe gehört zur Pfarrei St. Emmeram Waidhaus, zum Dekanat Leuchtenberg und zur Gemeinde Waidhaus.